# Stagonosporopsis curtisii
Stagonosporopsis curtisii är en svampart som först beskrevs av Miles Joseph Berkeley, och fick sitt nu gällande namn av Boerema 1981. Stagonosporopsis curtisii ingår i släktet Stagonosporopsis, ordningen Pleosporales, klassen Dothideomycetes, divisionen sporsäcksvampar och riket svampar.   Inga underarter finns listade i Catalogue of Life.